# デューン/砂の惑星 (テレビドラマ)
『デューン/砂の惑星』（デューン すなのわくせい、Frank Herbert's Dune）は、2000年に放送されたアメリカ・カナダ・ドイツ製作のテレビドラマ（ミニシリーズ）。

## 概要
フランク・ハーバートのSF小説『デューン砂の惑星』を原作として製作され、1984年公開の映画『デューン/砂の惑星』では描き切れなかった世界を映像化したシリーズである。2001年にはクリエイティブアート・エミー賞の撮影賞と視覚効果賞を受賞した。
続編として『デューン/砂の惑星II』がある。

## キャスト
- レト・アトレイデス公爵：ウィリアム・ハート（吹替：楠見尚己）
- ポウル・アトレイデス：アレック・ニューマン（吹替：青木誠）
- レディ・ジェシカ：サスキア・リーヴス：（吹替：渡辺美佐）
- ウラディミール・ハルコネン男爵：イアン・マクニース（吹替：宝亀克寿）
- フェイド・ラウサ：マット・キースラー（吹替：清水敏孝）
- イルーラン姫：ジュリー・コックス（吹替：皆川純子）
- 皇帝シャダム4世：ジャンカルロ・ジャンニーニ（吹替：金子由之）
- スティルガー：ウーベ・オクセンネヒト（吹替：岩崎ひろし）
- チャニ：バーバラ・コデトヴァ（吹替：斎藤恵理）

## スタッフ
- 脚本・監督：ジョン・ハリソン
- 撮影：ヴィットリオ・ストラーロ
- 衣装：セオドア・ピステック
- 音楽：グレーム・レヴェル

## サブタイトル（エピソード）
1. 大いなる砂漠の星
2. 呪われし砂漠の民
3. 神獣・砂漠の守り神